# Dorstenia heringeri
Dorstenia heringeri är en mullbärsväxtart som beskrevs av Carauta och Valente. Dorstenia heringeri ingår i släktet Dorstenia och familjen mullbärsväxter. Inga underarter finns listade i Catalogue of Life.